# LOVE of FINERY
『LOVE of FINERY』（ラヴ・オブ・ファイネリー）は、日本の歌手・郷ひろみが1987年4月1日にCBS・ソニーから発売した24枚目のオリジナルアルバムである。

## 内容
前作『ベスト・コレクション』から約11か月ぶり、オリジナルアルバムとしては前作『LABYRINTH』から1年6ヶ月ぶりの作品。
『ALLUSION』以来2作ぶりに郷がトータルプロデュースを務めた初の全編英語詞の作品で、全作詞を担当した『ALLUSION』とは異なり全作曲を担当している。

## 収録曲
1. FORBIDDEN FRUIT
作詞：リンダ・ヘンリック
作曲：郷ひろみ
編曲：唐木裕史
コーラスアレンジ：郷ひろみ
57thシングルのカップリング曲。
2. YOUR LOVE GOT A HOLD ON ME
作詞：リンダ・ヘンリック
作曲：郷ひろみ
編曲：唐木裕史
コーラスアレンジ：郷ひろみ
3. YOU'LL BE BACK
作詞：高尾のぞみ
作曲：郷ひろみ
編曲：唐木裕史
コーラスアレンジ：郷ひろみ
4. PRETTY LIES
作詞：リンダ・ヘンリック
作曲：郷ひろみ
編曲：唐木裕史
コーラスアレンジ：郷ひろみ
5. ALL DRESSED UP
作詞：リンダ・ヘンリック
作曲：郷ひろみ
編曲：唐木裕史
コーラスアレンジ：郷ひろみ
6. I'M A BELIEVER
作詞：村川ジミー
作曲：郷ひろみ
編曲：唐木裕史
コーラスアレンジ：郷ひろみ
7. DOCTOR L―O―V―E
作詞：リンダ・ヘンリック
作曲：郷ひろみ
編曲：唐木裕史
コーラスアレンジ：郷ひろみ
8. TONIGHT IS THE RIGHT NIGHT
作詞：高尾のぞみ
作曲：郷ひろみ
編曲：唐木裕史
コーラスアレンジ：郷ひろみ
9. YOU ARE EVERYTHING
作詞：リンダ・ヘンリック
作曲：郷ひろみ
編曲：唐木裕史
コーラスアレンジ：郷ひろみ